# Hajar Bali
Hajar Bali, née Djalila Kadi-Hanifi en 1961, est une écrivaine, dramaturge et ⁣⁣mathématicienne⁣⁣ algérienne,,,,,,,,,.

## Biographie
Djalila Kadi-Hanifi nait en 1961, elle écrit sous le pseudonyme de Hajar Bali. Elle est professeure de mathématique à l'université de Bab Ezzouar à Alger et également autrice de théâtre. 

Sur la première de ses nouvelles, elle utilise une épitaphe de la romancière Clarice Lispector : 
Comme ce silence est luxueux. Accumulé de siècles. C'est un silence de cafards qui vous regarde.

## Publications

### Articles
- « Hajar Bali en douze questions, Alger, août 2012 ... », Algérie littérature action : revue mensuelle. -,‎ 2012, p. 33–43 (ISSN 1270-9131, lire en ligne, consulté le 16 mars 2022)

### Romans
- Écorces : roman, éditions Belfond et Barzakh, 2020, 304 p. (ISBN 978-2-7144-9356-9 et 2-7144-9356-4, OCLC 1255958992, lire en ligne).

### Théâtre
- Rêve et vol d'oiseau : théâtre, Act mem, 2007 (ISBN 978-2-35513-004-5 et 2-35513-004-3, OCLC 227152715, lire en ligne)[12],[13].
- Rêve et vol d'oiseau : œuvres theatrales, Barzakh, 2009 (ISBN 978-9947-851-49-4 et 9947-851-49-4, OCLC 731902165, lire en ligne).
- Agiter le bocal. propositions d'auteurs: mouvance, tremblements, secousses, remous, tourbillons, suspension, émergence ... : 11ème rencontre des agités à Gare au théâtre ; bocal agité par Aziz Chouaki. 11 11, Gare au théâtre, 2001 (OCLC 78240422, lire en ligne).

### Nouvelles.
- Trop tard : nouvelles, 2014 (ISBN 978-9931-325-64-2 et 9931-325-64-X, OCLC 891676490, lire en ligne).
- Smart country[14].